# HLR 70
De HLR 70 is een reeks van diesellocomotieven van de NMBS voor de zware rangeerdienst. Ter vervanging van stoomlocomotieven bestelde de NMBS in de jaren 1950 twaalf zware rangeerlocomotieven; zes stuks met dieselelektrische aandrijving als type 270 en zes stuks met dieselhydraulische aandrijving als type 271. De locomotieven waren aanvankelijk genummerd als 270.001-270.006, in 1971 werd de serie vernummerd in 7001-7006. 
De HLR 70 begonnen hun loopbaan in Ronet en Namen. Toegewezen aan Antwerpen in 1961, werd de HLR 70 in 2001 met de komst van de nieuwe locomotieven HLR 77 uit dienst genomen.
De 7005 is volledig gerestaureerd door de vrijwilligersorganisatie Toerisme en Spoor Patrimonium. De locomotief is in de originele uitvoering met enkele koplampen en het oude nummer 270.005 teruggebracht en bevindt zich in rijvaardige toestand in Saint-Ghislain in België. 